# 甲府機関区
甲府機関区（こうふきかんく）は、山梨県甲府市にあった日本国有鉄道（国鉄）東京西鉄道管理局の車両基地である。

## 概要
甲府機関区は、1903年（明治36年）に甲武鉄道による中央本線八王子~甲府間の開業に伴って、甲府市橘町に7番地に開設された甲府機関庫を出自とする。1931年（昭和6年）の八王子~甲府間の電化に先立って、1930年（昭和5年）12月には電気機関車が配置され、1965年（昭和40年）3月まで電化区間と非電化区間の接点となった。また、塩山~韮崎間の小運転開始に伴うガソリンカー（のちディーゼルカー）、暖房設備を持たない電気機関車を補うための暖房車、準急アルプスの甲府回転車（ディーゼルカー）も配置され、中央東線・身延線を担当する機関車が所属する車両基地としての役割を果たしたが、1984年（昭和59年）2月1日のダイヤ改正の際に中央本線用のEF64形電気機関車の大部分が八王子機関区に転属するとともに、甲府運転区に組織の改編が行われた。
甲府駅に隣接して設置された本区のほか、猿橋分庫（1909年（明治42年）9月13日~1936年（昭和11年）1月10日）、日野春給水所（1906年（明治39年）8月2日~）を所管していた。

## 配置車両に標記される略号
機関車：「甲」…甲府の「甲」に由来する。区名札に表示される「甲」の書体には、一般的な「甲」のほか「田」の部分の上辺がカーブしているもの、下辺がカーブしているものの３種類があった。
暖房車・ディーゼルカー：「西コフ」…東京西鉄道管理局甲府機関区をしめす。なお、漢字部分は国鉄の組織改正に伴って変化しており、東京西鉄道管理局組織前の東京鉄道管理局時代は「東コフ」、さらに前の名古屋鉄道管理局時代は「名コフ」の表記であった。

## 配置車両
甲府機関区は中央東線の中間点であるとともに、電化区間と非電化区間の接点にあたったことから電気機関車と蒸気機関車が両方配置される期間が長く
続いた。

### 蒸気機関車
- A8(400)形 -（在籍1905~1918年度）
- B2（1800）形 -（在籍1903~1904年度）
- B6形（B6形に含まれる形式は多岐にわたるが甲府配置は2120・2400・2600形　猿橋分庫にも配置） -（在籍1903~1957年度）
- F2形（9200形） -（在籍1905~1909年度）
- 9600形 -（在籍1917~1941年度）
- C12形 -（在籍1956~1970年度）[3]
- D50形 -（在籍1941~1952年・1965年度）
- D51形 -（在籍1941年4月~8月・1952~1964年度）

### 電気機関車
- ED14形 -（在籍1931-1944年度）
- ED16形 -（在籍1931-1939年度）
- ED50形 -（在籍1931-1971年度）[4]
- ED18形 -（在籍1954年度）
- ED20形 -（在籍1938-1951年度）
- ED21形 -（在籍1939-1951年度）
- ED53形 -（在籍1938-1944年度）
- ED60形 -（在籍1958-1964年度）
- ED61形 -（在籍1958-1978年度）
- EF10形 -（在籍1931-1939年度）
- EF11形 -（在籍1931-1999年度）
- EF11形 -（在籍1931-1999年度）
- EF13形 -（在籍1958-1971年度）
- EF14形 -（在籍1949-1960年度）
- EF15形 -（在籍1977-1984年度）[5]
- EF52形 -（在籍1951-1960年度）
- EF60形 -（在籍1964-1966年度）
- EF64形 -（在籍1965-1984年度）[6]

### 気動車
- キハ41000形 -（在籍1935年度 - ）
- キハ07形 -（在籍1958-1963年度）
- キハ17形 -（在籍1961-1963年度）
- キハ20形 -（在籍1961-1965年度）
- キハ25形 -（在籍1964-1965年度）
- キハ55形 -（在籍1961-1964年度）
- キハ58形 -（在籍1965年度）

暖房車
- ホヌ30形 -（在籍1951-1959年度）
- スヌ31形 -（在籍1960-1964年度）
- ナヌ32形 -（在籍1934-1952・1964-1969年度）
- オヌ33形 -（在籍1960-1969年度）
- マヌ34形 -（在籍1958-1971年度）

## 歴史
本区
- 1903年（明治36年）4月1日 - 鉄道作業局八王子出張所及び出納事務所を甲府に移す
- 1903年（明治36年）6月11日 - 甲武鉄道　初鹿野（現・甲斐大和）~甲府間開通に合わせて、甲府市橘町7番地に甲府機関庫を開設。鉄骨煉瓦造り高さ5m・幅16.5m・奥行50.9mの機関庫と木造平屋瓦葺22坪の事務室を設け、職員36人。
- 1909年（明治42年）9月13日 - 甲府機関庫猿橋分庫設置
- 1917年（大正6年）4月1日 - 甲府機関庫に9600形機関車が2両配属となる。
- 1919年（大正8年）5月1日 - 鉄道院の組織改正により名古屋鉄道管理局の所属となる。
- 1919年（大正8年）5月15日 - 鉄道院の廃止により鉄道省名古屋鉄道管理局甲府運輸事務所の所属となる。
- 1926年（大正15年）1月22日 - 猿橋分庫を廃止し、猿橋駐泊所とする。
- 1930年（昭和5年）9月29日 - 猿橋駐泊所を猿橋転向炭水所とする。
- 1930年（昭和5年）12月12日 - 電気機関車8両（ED14形2両・ED17形6両）配属。
- 1930年（昭和5年）12月16日 - 勝沼（現・勝沼ぶどう郷）~甲府間で電気機関車の試運転開始。（ED17+ED17+9600）
- 1931年（昭和6年）4月1日 - 八王子~甲府間電化完成。旅客列車を電気機関車で運転。
- 1931年（昭和6年）7月3日 - 八王子~甲府間貨物列車を電気機関車で運転。[9]
- 1935年（昭和10年）5月31日 - EF11形配置
- 1935年（昭和10年）7月１日 - 塩山~韮崎間にガソリンカーの運転開始。
- 1936年（昭和11年）11月1日 - 猿橋炭水所廃止
- 1941年（昭和16年）３月16日~5月7日 - D51形6両配置[10]
- 1941年（昭和16年）9月12日~12月 - D51形をD50形に置き換え
- 1945年（昭和20年）7月6日 - 甲府空襲。機関区の施設に被害はなかったが、荒川橋梁を進行中の下り貨物列車の牽引機（D50 207（甲））が機銃掃射を受ける。[11]
- 1949年（昭和24年）6月1日 - 日本国有鉄道発足
- 1949年（昭和24年）7月24日 - 行政機関職員定員法施行　甲府機関区の職員36人免職
- 1950年（昭和25年）8月1日 - 名古屋鉄道管理局から東京鉄道管理局に移管
- 1950年（昭和25年）11月1日 - 身延線富士~甲府間の電車仕業の一部を担当
- 1951年（昭和26年）4月15日 - EF52形配置
- 1958年（昭和33年）8月28日 - ED61形配置
- 1959年（昭和34年）4月12日 - ED61形による重連総括制御運転を開始
- 1959年（昭和34年）7月15日 - 大月駅構内に電車検査係詰所を開設（5人配置）
- 1959年（昭和34年）10月1日 - 新宿~甲府間の電車運転仕業の一部を担当
- 1964年（昭和39年）10月1日 - 新宿~甲府間で165系による電車急行を担当
- 1965年（昭和40年）２月 - 電機庫東端に交検庫を新設
- 1965年（昭和40年）12月 - 旧蒸気庫跡に暖房車庫を新設
- 1966年（昭和41年）3月15日 - EF64形配置
- 1967年（昭和42年）10月 - 甲府総合事務所に移転
- 1967年（昭和42年）11月14日 - 甲府市飯田町に電車留置線を開設　敷地面積22,835平方メートル・電車留置線7線・同時収容能力80両・検査係6人
- 1968年（昭和43年）10月1日 - 新宿~甲府間で181系による電車特急を担当
- 1969年（昭和44年）3月1日 - 組織改正により東京西鉄道管理局の所属となる
- 1970年（昭和45年）3月31日 - 構内入換用のC12形にかわるDD13形の試用開始
- 1970年（昭和45年）4月18日 - C12形を前後に連結したさよなら列車「信玄号」を甲府~塩山間で運転
- 1970年（昭和45年）5月7日 - C12形による構内入換を廃止し、DD13形を使用開始
- 1970年（昭和45年）9月6日 - 身延線の貨物列車牽引機のED17形を置き換え、EF10形の使用開始
- 1970年（昭和45年）10月12日 - 甲府機関区の燃料業務・機関車清掃・休養室管理等を民間委託
- 1970年（昭和45年）12月1日 - 中央本線甲府~小淵沢間が東京西鉄道管理局に移管されたことに伴い、小淵沢駐泊所が甲府機関区の所管となる
- 1971年（昭和46年）5月31日 - 暖房車の運行を廃止
- 1971年（昭和46年）8月19日 - 身延線の貨物列車牽引機のEF10形化を完了
- 1971年（昭和46年）10月14日 - EF13形の転出完了
- 1972年（昭和47年）3月3日 - ED17 1号機を甲府市舞鶴公園内の青少年科学センターに貸し出し
- 1973年（昭和48年）3月31日 - 塩山乗務員休憩所完成・使用開始
- 1975年（昭和50年）3月10日 - 定期旅客列車の運行終了
- 1975年（昭和50年）3月30日 - 貯炭場・高架貯水槽・石炭台を撤去
- 1982年（昭和57年）3月31日 - 塩山乗務員宿泊所完成
- 1984年（昭和59年）2月1日 - 甲府運転区発足

職員定員と配置車両数の変遷
- 1909年（明治42年） - 140・蒸気9
- 1914年（大正3年） - 186・蒸気24
- 1919年（大正8年） - 248・蒸気24
- 1924年（大正13年） - 249・蒸気30
- 1929年（昭和4年） - 294・蒸気34
- 1934年（昭和9年） - 284・蒸気14　電気26
- 1939年（昭和14年） - 357・蒸気7　電気36　気動車2
- 1945年（昭和20年） - 509・蒸気12　電気31　暖房車17
- 1955年（昭和30年） - 519・蒸気8　暖房車18　（電気機関車の両数記載なし）
- 1965年（昭和40年） - 558・蒸気7　電気40　気動車5　暖房車26
- 1970年（昭和45年） - 528・蒸気3　電気57　暖房車22
- 1976年（昭和51年） - 448・電気53
- 1980年（昭和55年） - 504・電気40
- 1984年（昭和59年） - 366・電気33[13]

猿橋分庫
- 1903年（明治36年） - 八王子機関庫猿橋在勤として職員を配置
- 1909年（明治42年）5月 - 機関車庫建物新築落成
- 1909年（明治42年）9月13日 - 甲府機関庫猿橋分庫設置
- 1913年（大正2年）4月1日 - 機関車を配置し関係職員を増員
- 1915年（大正4年）3月 - 重油貯蔵タンクを新設
- 1918年（大正7年）10月12日 - 事務職員を配置
- 1923年（大正12年）4月1日 - 機関車転車台を電気動力に変更
- 1925年（大正14年）9月10日 - 全仕業を甲府・八王子に移管して受け持ち乗務消滅
- 1926年（大正15年）1月22日 - 猿橋駐泊所
- 1930年（昭和5年）9月29日 - 猿橋転向炭水所
- 1936年（昭和11年）11月1日 - 廃止

日野春給水所
- 1904年（明治37年）12月21日 - 韮崎~富士見間の開通にあたり、日野春駅構内に水溜および水槽の設備を設け、手押しポンプで揚水して機関車に給水
- 1906年（明治39年）8月2日 - 使用量増大のため縦型プランジャーポンプを据え付け、徹夜勤務の給水機関方2名を配置
- 1923年（大正12年）3月 - 電動渦巻ポンプ据え付け・ポンプの動力を電気動力に変更
- 1936年（昭和11年）10月30日 - 日軽動弁式給水柱建植
- 1938年（昭和13年）8月15日 - 石油機関の据え付け
- 1940年（昭和15年）7月22日 - 業務量増加に伴い過員1名を配置し、日勤・徹夜・非番の輪番徹夜勤務を実施